# Формула-1 — Гран-прі Тихого океану
Гран-прі Тихого океану (англ. Pacific Grand Prix) — колишній етап чемпіонату Світу з автоперегонів у класі Формула-1. Проводився у сезонах 1994 і 1995 років на трасі Окаяма в Аїді, Японія (неподалік від міста Кобе). Після руйнівного землетрусу 1995 року в Кобе, через який переони того року було перенесено в кінець сезону, Гран-прі Тихого океану не проводився.
Перша гонка, 1994 року, закінчилася легкою перемогою Міхаеля Шумахера, після сходу Айртона Сенни, Мікі Хаккінена та Нікола Ларіні через зіткнення в першому повороті.
Гонка 1995 виявилася більш насиченою подіями, однак зароблена Міхаелем тактична перевага забезпечила йому дострокову перемогу в сезоні 1995 року, зробивши його наймолодшим дворазовим чемпіоном світу (цей рекорд був побитий лише Фернандом Алонсо у 2006 році).
З оголошенням про те, що траса Судзука закривається на ремонт і Гран-прі Японії переїжджає на трасу Фудзі Спідвей з сезону 2007 року в спортивній пресі з'явилися чутки про те, що Гран-прі Тихого океану може відродитися на трасі Судзука.

## Переможці Гран-прі Тихого океану
Рожевим кольором позначені перегони, які не були частиною чемпіонату Світу з Формули-1.
| Рік         | Пілот           | Конструктор          | Траса         | Звіт          |
| ----------- | --------------- | -------------------- | ------------- | ------------- |
| 1995        | Міхаель Шумахер | Benetton-Рено        | Окаяма        | Звіт          |
| 1994        | Міхаель Шумахер | Benetton-Ford        | Окаяма        | Звіт          |
| 1993 - 1964 | Не проводився   | Не проводився        | Не проводився | Не проводився |
| 1963        | Дейв Макдональд | Cooper-Ford          | Лагуна Сека   | Звіт          |
| 1962        | Роджер Пенске   | Zerex Special-Climax | Лагуна Сека   | Звіт          |
| 1961        | Стірлінг Мосс   | Lotus-Climax         | Лагуна Сека   | Звіт          |
| 1960        | Стірлінг Мосс   | Lotus-Climax         | Лагуна Сека   | Звіт          |